# Max Door
Max Door, eigentlich Max Doktor, (* 12. Oktober 1850 in Collin; † 8. Dezember 1888) war ein deutscher Theaterschauspieler.

## Leben
Er erhielt seine Ausbildung von Heinrich Oberländer und betrat am 6. Juli 1867 die Bühne des Landestheaters Prag, kam dann nach Lemberg, Linz, ans Wiener Carl-Theater von 1878 bis 1881, Köln 1881 bis 1882 und von dort nach Leipzig, wo er bis zu seinem Tode als Charakterdarsteller eine erste Stellung einnahm.
Sein Bruder war der Schauspieler Carl Door.